# Deutsche Abfallwirtschaftsbibliothek

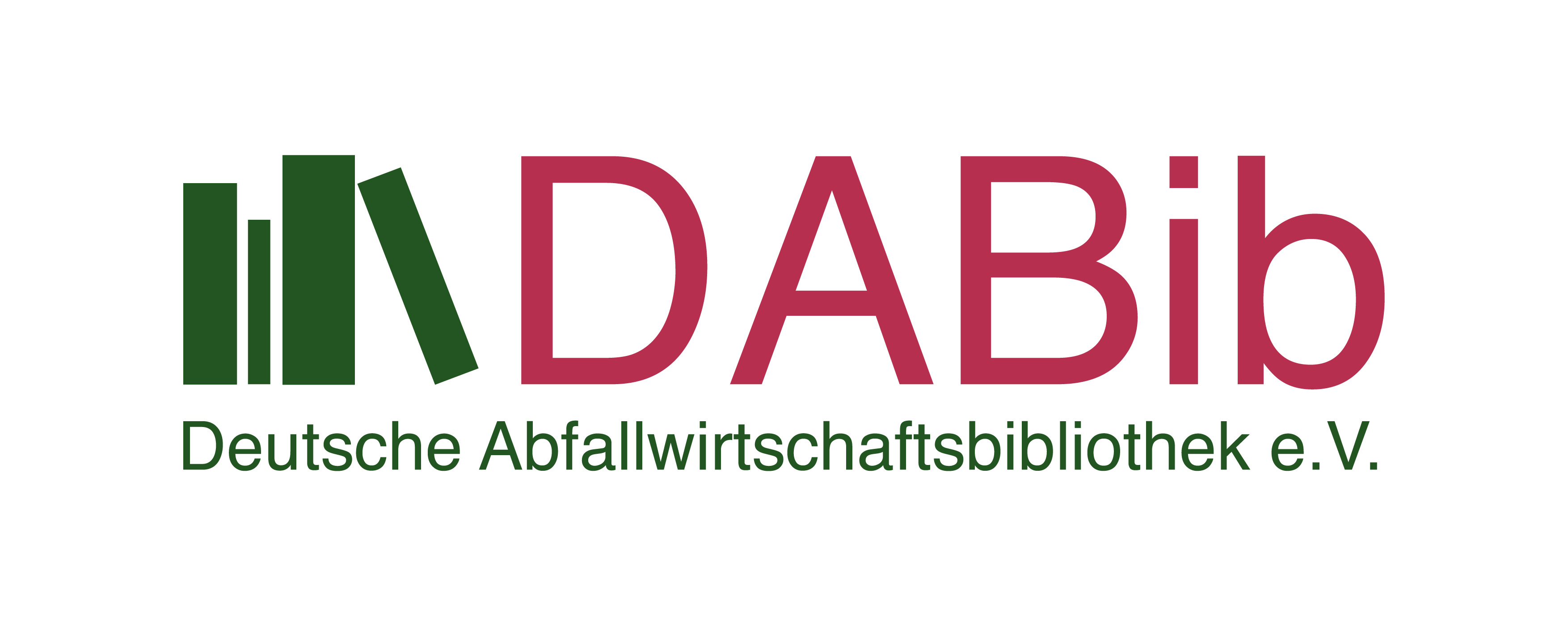
Logo der DABib

Die Deutsche Abfallwirtschaftsbibliothek ist eine Fachbibliothek in Iserlohn. Wegen der thematischen Nähe nutzt die DABib für ihren Buchbestand Räumlichkeiten in der SASE gGmbH.

## Geschichte
Die Deutsche Abfallwirtschaftsbibliothek wurde im November 2010 in den Räumlichkeiten der HIM GmbH in Biebesheim am Rhein gegründet. Als die ehemalige Institutsbibliothek des Lehrstuhls für Umwelttechnik von Professor Werner Bidlingmaier in Weimar von der Überführung in die Altpapiersammlung bedroht war, fanden sich engagierte Akteure der Abfallwirtschaft zusammen, um einen Bibliotheksverein zu gründen. Die Besonderheit des in Weimar von der Vernichtung bedrohten Buchbestandes lag nicht nur in dem umfangreichen Konglomerat an Diplom- und Magisterarbeiten sowie Dissertationen, sondern in dem Umstand, dass die Bibliothek in gewisser Weise die Geschichte der Abfallwissenschaft der letzten 70 Jahre im deutschsprachigen Raum widerspiegelt. Den Grundstock dieser Bibliothek bildete die erste Sammlung von Otto Jaag in der Schweiz, der sich vorrangig mit Kompostierung und Meliorisation beschäftigte. Anschließend zog die Bibliothek zu Arnold von Hirschheydt zum Institut für Siedlungswasserbau, Wassergüte- und Abfallwirtschaft an der 
Universität Stuttgart um, das in Deutschland eine Kernzelle der modernen wissenschaftlichen Erschließung des Themenfelds Abfall bildete. Nachdem der dortige Institutsleiter in den Ruhestand gegangen war, übernahm Dr. Werner Bidlingmaier den Buchbestand und baute diesen systematisch weiter im Bereich Umwelttechnik und Recycling sowie Abfallverbrennung aus. Zunächst standen die Bücher an der Gesamthochschule Essen beim Lehrstuhl für Abfallwirtschaft. Mit der Berufung Werner Bidlingmaiers auf den Lehrstuhl für Abfallwirtschaft an der Bauhausuniversität Weimar kamen die Bücher letztlich nach Weimar. Nach der Gründung des Bibliotheksvereins konnte man im Folgejahr mit Unterstützung eines traditionsreichen Entsorgungsbetriebs den Umzug der rd. 10 000 Bücher nach Iserlohn organisieren. Seitdem die Räumlichkeiten bei der SASE bezogen wurden, hat sich die DABib als erste Anlaufstelle für die Abgabe von Büchern und anderen schriftlichen Dokumenten aus der Abfallwirtschaft etabliert, die damit sicherstellt, dass die Erfahrung und das schriftlich niedergelegte Wissen der Abfallbranche nicht unwiederbringlich verloren geht.

## Art und Umfang
Zurzeit umfasst der Bestand ca. 13 000 Monografien und Sammelbände, 40 Fach-Periodika und rd. 42 000 Verzeichniseinheiten. Auf der Internetpräsenz der DABib befindet sich eine Recherchemöglichkeit. Die DABib ist eine Präsenzbibliothek, deren Nutzung während der Öffnungszeiten der SASE gGmbH von Montag bis Freitag von 9.00 Uhr bis 18.00 Uhr möglich ist. Auf Anfrage können Fotokopien oder digitale Scans betreffender Textstellen oder Fachartikel erstellt und zugesandt werden.

## Aufgabe
Die DABib hat sich zum Ziel gesetzt, die publizierten Erkenntnisse aus dem gesamten Bereich der Abfallbehandlung und Entsorgung für zukünftige Generationen zu sichern. Neben Monografien und Sammel- sowie Tagungsbänden bewahrt die DABib auch verschiedene Periodika auf. Aktuell ist die DABib mit dem Aufbau einer digitalen Infrastruktur zur Sicherung und Erschließung digitaler Veröffentlichungen zum Themenkomplex Abfallentsorgung und -verwertung beschäftigt. So soll auch das flüchtige Wissen digitaler Publikationen gesichert und für die Zukunft erhalten werden.